# Charaxes orchomenus
Charaxes orchomenus är en fjärilsart som beskrevs av Hans Fruhstorfer 1914. Charaxes orchomenus ingår i släktet Charaxes och familjen praktfjärilar. Inga underarter finns listade i Catalogue of Life.